# La Seine (chanson)
Singles de Vanessa Paradis & -M-
Il y a
(octobre 2009) Love Song
(mars 2013)
La Seine est une chanson interprétée en duo par Vanessa Paradis et Matthieu Chedid, sortie le 27 juin 2011.
Premier extrait de la bande originale du film Un monstre à Paris, elle est écrite et composée par Matthieu Chedid. Il s'agit du 29e single de Vanessa Paradis.
Le clip, réalisé par Bibo Bergeron, est récompensé par la Victoire de la musique du meilleur vidéo-clip de l'année 2012.

## Liste des pistes
Promo - CD-Single Barclay - (UMG)
1. La Seine - 2:48

## Classement par pays
| Classement                              | Meilleure position |
| --------------------------------------- | ------------------ |
| France (SNEP)                           | 9                  |
| Belgique (Wallonie Ultratop 50 Singles) | 3                  |

## Reprises
Une version anglaise est enregistrée par Vanessa Paradis en duo avec Sean Lennon à l'occasion de la sortie du film A Monster in Paris en Angleterre en 2012.
Matthieu Chedid interprète cette chanson en solo lors de sa tournée Îl(s) en 2013. Vanessa Paradis la reprend également en solo durant la tournée d'été du Love Songs Tour en 2014.
Joseph Chedid en a aussi interprété une version en 2015 lors de la tournée 100% Chedid puis sur l'album Louis, Matthieu, Joseph et Anna Chedid.
La Seine est reprise la même année par la chorale féminine belge Scala and Kolacny Brothers en premier titre de leur album Et si on était des anges.

## Chanson homonyme
Le titre La Seine a d'abord été le titre d'une chanson composée par Flavien Monod (paroles) et Guy Lafarge (musique), créée par Renée Lamy et distribuée par Pathé en disque 78 tours. Elle a remporté le prix de Deauville de la chanson en 1948. Elle a été interprétée également par Lina Margy, Joséphine Baker, Jacqueline François, Maurice Chevalier et Colette Renard.